# Pavesi-Tolotti Tipo A und B
Pavesi & Tolotti Tipo A und Tipo B waren italienische Radschlepper, die von Ugo Pavesi entworfen und von der italienischen Armee im Ersten Weltkrieg meist als Artillerieschlepper
eingesetzt wurden.

## Geschichte

### Tipo A
Der Pavesi & Tolotti Tipo A war eine Weiterentwicklung des landwirtschaftlichen Schleppers „America“ aus dem Jahr 1913: Die Vorrichtung zum Anheben des linken Hinterrades (erforderlich für den Betrieb als Pflug) fiel weg, Bleche zum Schutz der Antriebskette vor Staub und Schlamm wurden montiert, die Antriebsräder erhielten je 12 Radgürtel.
Ein erster Produktionsauftrag erfolgte durch die Artilleriedirektion am 2. Januar 1915 über 20 Einheiten, weitere Aufträge folgten im Laufe des Jahres 1915, sodass schließlich im Zeitraum April 1915 bis März 1916 insgesamt 138 Exemplare entstanden. Dann löste der Tipo B den Tipo A in der Produktion ab.

### Tipo B

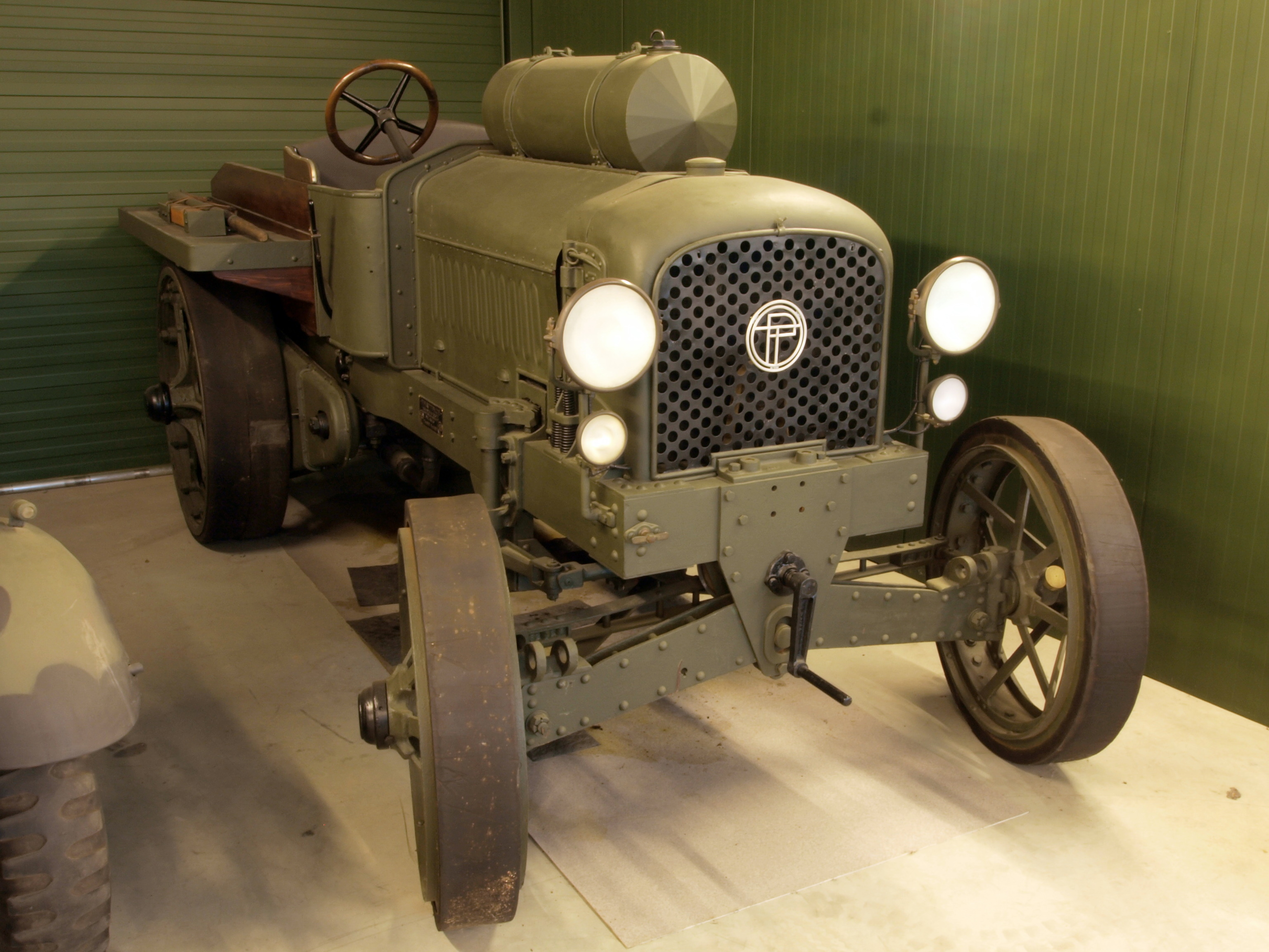
Pavesi & Tolotti Typo B (1916)

Der Pavesi & Tolotti Tipo B entstand 1916 aufgrund von Erfahrungen mit dem Tipo A und hatte einige Verbesserungen. Insgesamt fiel das Fahrzeug größer aus. Beide Fahrzeuge waren optisch sehr ähnlich, für Kenner war der deutlichste Unterschied ein Knick in der Motorhaube, der beim Tipo A parallel zum Rahmen verlief, beim Tipo B indessen leicht schräg zum Fahrerhaus ansteigend. Das Fahrzeug wurde von 1916 bis 1920 in insgesamt 492 Exemplaren gebaut und war seit Mitte 1916 im Einsatz anzutreffen.
Die Fahrzeuge blieben auch nach Ende des Ersten Weltkrieges im Dienste der italienischen Armee, einige wurden ab 1937 an Spanien zur Unterstützung Francos im Spanischen Bürgerkrieg geliefert. Die letzten Zugmaschinen blieben -für Aufgaben beim Ersatzheer- bis 1942 im Dienst. Lediglich ein Stück soll -allerdings unvollständig- in einer ausländischen Sammlung bis heute erhalten geblieben sein.

## Technik

### Tipo A
Der Vierzylinder-Ottomotor (Bohrung × Hub 130 × 180 mm, Hubraum 9552 cm³) leistete 50 PS bei 800/min. Das Getriebe hatte zwei Vorwärtsgänge und einen Rückwärtsgang, die Höchstgeschwindigkeit lag bei 4 km/h. Der Radstand betrug 2825 mm, die Spur vorne 1600 und hinten 1800 mm, die Bodenfreiheit 170 mm. Das Leergewicht lag bei 5100 kg, die Zuglast bei 3–4 Tonnen. Die maximal überwindbare Steigung lag bei 25–30°. Es gab ein Versuchsstück mit 2 Hinterachsen.

### Tipo B
Die technischen Daten des Tipo B können der Info-Box entnommen werden. Der Motor (mit den gleichen Zylindermaßen wie beim Tipo A) war jetzt wassergekühlt, was sicher der langsamen Geschwindigkeit des Fahrzeuges besser entsprach. Die Nutzlast betrug 3,5 Tonnen, die Zuglast bis zu 9 Tonnen.

### Einsatz
Hauptsächlich wurden die Zugmaschinen zum Ziehen schwerer Geschütze (Kanonen ab 10 cm und Haubitzen ab 15 cm Kaliber) eingesetzt. Daneben gab es Ausführungen mit einem vorn am Fahrzeug montierten zweiarmigen Bergungskran, ferner wurden zumindest Versuche mit den Pavesi & Tolotti Tipo A und B als Zugmaschine für Straßenzüge durchgeführt: Die Zugmaschine zog mehrere Anhänger mit bis zu 3 Tonnen Nutzlast, wobei die Anhänger so konstruiert waren, dass jeder nachfolgende Anhänger genau in der Spur des vor ihm laufenden Anhängers lief.